# (11306) Åkesson
(11306) Åkesson ist ein im äußeren Hauptgürtel gelegener Asteroid. Er wurde am 17. März 1993 im Rahmen des Uppsala-ESO Surveys of Asteroids and Comets am La-Silla-Observatorium der Europäischen Südsternwarte in Chile (IAU-Code 809) entdeckt.
Der mittlere Durchmesser des Asteroiden wurde mit 8,715 (± 0,161) Kilometer berechnet, die Albedo mit 0,093 (± 0,016).
Mittlere Sonnenentfernung (große Halbachse), Exzentrizität und Neigung der Bahnebene des Asteroiden entsprechen grob der Hygiea-Familie, einer eher älteren Gruppe von Asteroiden, wie vermutet wird, deren größtes Mitglied der Asteroid (10) Hygiea ist.
(11306) Åkesson wurde am 26. Juli 2010 nach der schwedischen Dichterin und Liedtexterin Sonja Åkesson (1926–1977) benannt.